# Архідієцезія Задара

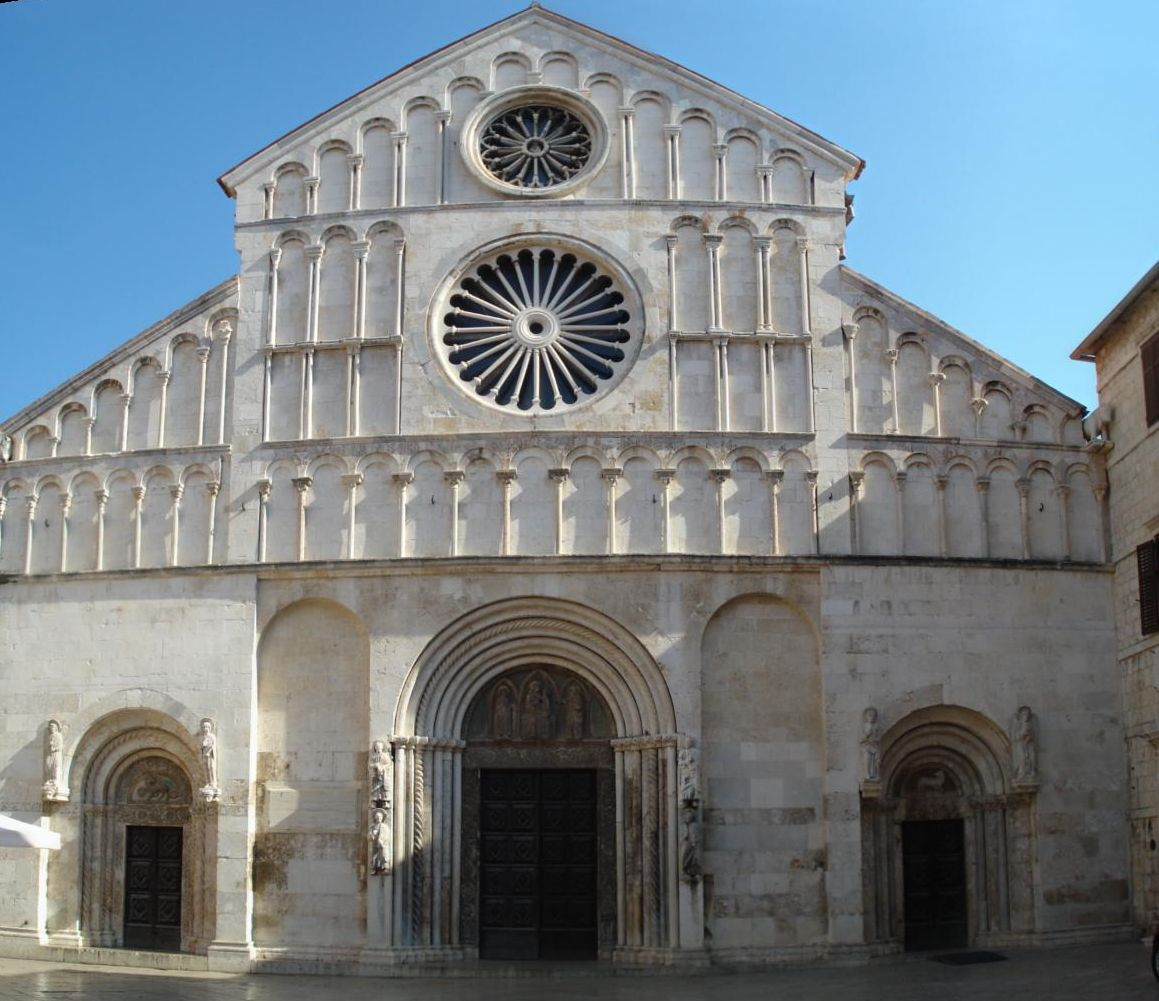
Кафедральний собор Святої Анастасії

Архідієцезія Задара (хорв. Zadarska nadbiskupija) — католицька архідієцезія латинського обряду в Хорватії з центром в місті Задар. Одна з п'яти архідієцезій країни. На відміну від інших чотирьох архідієцезій не є митрополією і перебуває в прямому підпорядкуванні Святому Престолу.
Поряд з хорватською назвою «Задар» для позначення архідієцезії застосовується і італійська назва міста - «Зара».

## Історія
Дієцезія Задара заснована близько 400 року, серед існуючих нині хорватських дієцезій старший за неї лише сплітська та Порецька дієцезії. Задарський єпископ згаданий у списку папи Григорія Великого. Місто Задар в період з VII до початку XV століття багато разів переходило з рук в руки: він належав франкам, хорватському королівству, Венеції, був столицею візантійської Далмації. Часта зміна влади призводила до неодноразового зміни ролі і статусу задарського єпископа. Наприкінці VIII - початку IX століття єпископом Задара був святий Донат, в наш час[коли?] один з покровителів Задара. В 1054 році Задарська дієцезія отримала статус архідієцезії. Під владою Венеції задарські архієпископи підпорядковувалися патріарху Градо (з 1451 патріарху Венеції).
У 1932 році з архідієцезії був знятий статус митрополії, з 1948 року Задарська архідієцезія знаходиться в прямому підпорядкуванні Святому Престолу. У той же час архієпископ Задара входить до складу конференції католицьких єпископів Хорватії.

## Сучасний стан
За даними на 2004 рік у архідієцезії Задара налічувалося 158 344 вірних (96,5% населення), 103 священика і 117 парафій. Кафедральним собором дієцезії є собор Святої Анастасії, один з семи хорватських соборів, які мають почесний статус «малої базиліки».